# トムリンソン・コート・パーク
トムリンソン・コート・パーク（英：tomlinson court park）
1. フランク・ステラのブラック・ペインティングと呼ばれるシリーズとして知られる作品[1]
2. 日本のバンド。本項。

トムリンソン・コート・パーク（英：tomlinson court park）は日本のバンド、音楽ユニット。
スエディッシュポップやネオアコに影響を受け、曇り空がよく似合うcludy popと銘打ったアンニュイな歌詞とギター中心のサウンドが特徴である日本の音楽ユニット。当時上智大学大学院法学研究科の院生だった松原孝明が結成。シティ・ポップ界の貴公子とされた山本達彦の事務所に所属していた、三井由紀をボーカルに、三井と親交のあった河端久雄をベース、アレンジャーとして迎え、デモテープの作成に入る。その後、オーディションを経て池田友美にボーカルを変更。バンド名は、当時同じ所属事務所（atlast）であった、猫沢エミが、フランステラの同名作品にちなんで命名。オリジナルメンバーは、松原孝明、河端久雄、池田友美、三井由紀（三井脱退後、米山幸江）。1999年以降、clipレコードから4枚のオリジナルアルバムと、オムニバスアルバムをリリース。ファーストアルバムは、当時外資系レコード店の雄とされた。タワーレコード渋谷店、吉祥寺店などでパワープッシュされ、同店インディーズチャート17位にランクインするなど人気を博した。現在は、天野滋の逝去後、2007年の原宿RUIDOでの大仁田バンドとの共演ライブ以降活動休止中。
NSPの天野滋が全面プロデュースを行った。作詞・作曲は松原、河端を中心にしながらも全員が行い、アレンジはすべて河端が行った。
メンバーの池田と三井は、木村由姫のサポートとしてNHKのポップジャムに出演している。

## メンバー
- 松原孝明（リーダー・ギター）現在は大東文化大学法学部教授[5]l国土交通省委員。プロレスラーの大仁田厚の弟。
- 池田友美（ボーカル）
- 三井由紀（キーボード）
- 河端久雄（ベース）すべての曲のアレンジを行う。NSPの最後のアルバム「Radio days」や小林直の楽曲のアレンジも行う。
- 米山幸江（キーボード）三井由紀脱退後にキーボードとして加盟。現在、ピアニスト、和太鼓奏者としても活躍中[6]。

サポートメンバー（ライブ・レコーディングに参加したアーティスト）
- 末藤健司（ドラム）- 元エスカレーターズのドラマー、安藤裕子、MISIAのレコーディングや、つじあやのの全国ライヴ・ツアードラマー。現在は、いきものがかりのサポートドラム、講師などで活躍[7]
- 油井ジョージ（ドラム）- 現在は、大道芸人・ワンマンバンドとして活躍し、多くのメディアに登場してる[8][9]
- 円山天使（ギター）- 元スポンジのギタリスト。現在は、藤木直人やNSP中村貴之、プリンセスプリンセス岸谷香、NoSPなどのサポートギタリストとして活躍中[10]。
- 杉浦宏治（ベース）- 元バナナギャングス、スポンジのベーシスト。
- Akkin（ギター、アレンジ）- 元ハートバザール、ジェット機 (バンド)、myuuRyのギタリスト。ONE OK ROCKのサウンドプロデュースを手掛ける[11]。